# Abdallah Lamrani
Abdallah Lamrani (1946 – 2019. április 14.) válogatott marokkói labdarúgó, hátvéd.

## Pályafutása
1970 és 1974 között 19 alkalommal szerepelt a marokkói válogatottban. Részt vett az 1970-es mexikói világbajnokságon és az 1972-es müncheni olimpián.